# محمدنبی براهویی
محمدنبی براهویی معروف به حاجی نبی براهویی پسر ارشد ژنرال عبدالکریم براهویی است که از سال ۱۳۹۸ تا زمان سقوط شهر زرنج به دست طالبان معاون والی نیمروز بود.